# Euonymus spraguei
Euonymus spraguei är en benvedsväxtart som beskrevs av Bunzo Hayata. Euonymus spraguei ingår i släktet Euonymus och familjen Celastraceae. Inga underarter finns listade.